# قصر بلاسنتيا

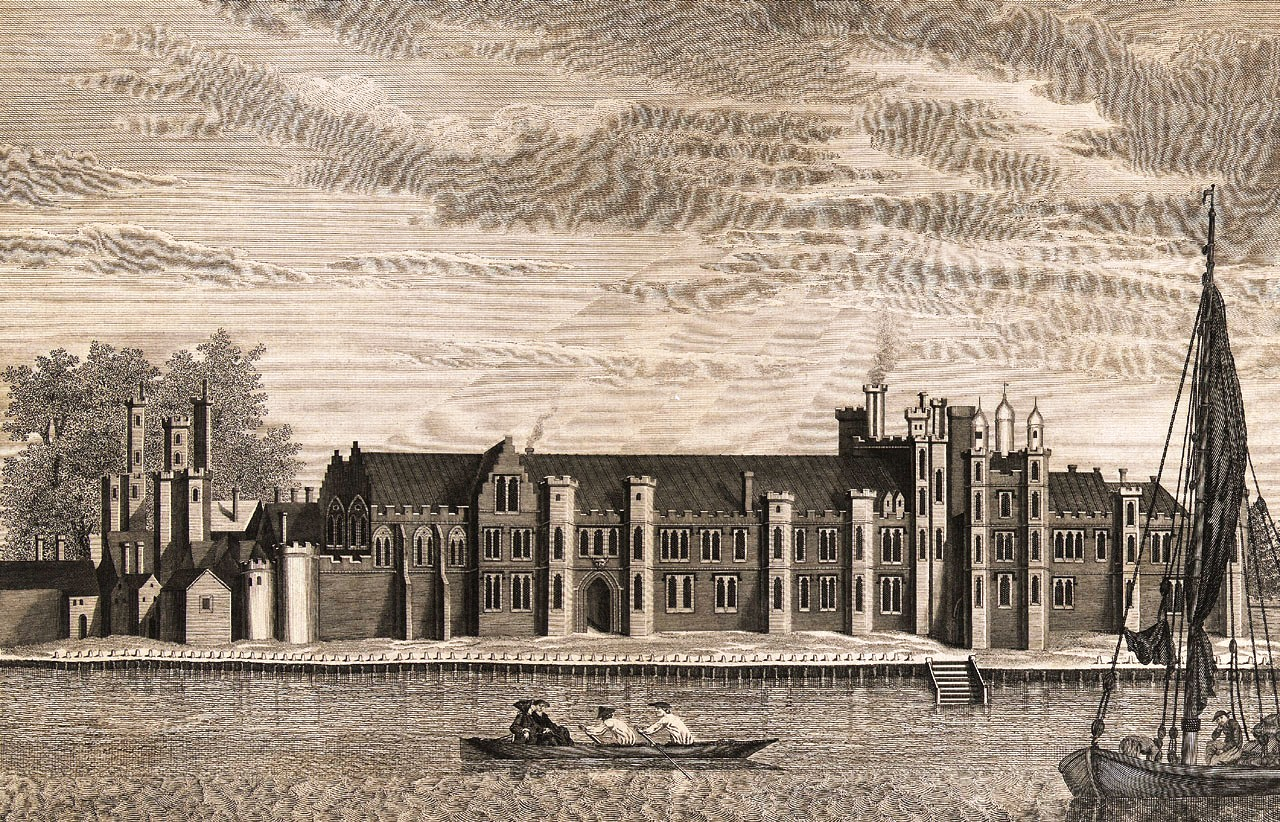
لوحة قصر بلاسنتيا رسمت في القرن السابع عشر

قصر بلاسنتيا (بالإنجليزية: Palace of Placentia)‏ هو قصر ملكي إنجليزي بناه همفري، دوق غلوستر عام 1447 في بلدة جرينتش على ضفاف نهر التايمز.

## اقرأ أيضاً
- Charles Jennings, Greenwich: The Place Where Days Begin and End, London: Abacus, 2001. ISBN 0-349-11230-4.

## أعلام
- هنري الثامن ملك إنجلترا
- إليزابيث الأولى ملكة إنجلترا
- إدموند تيودور